# Hilmar Nøis

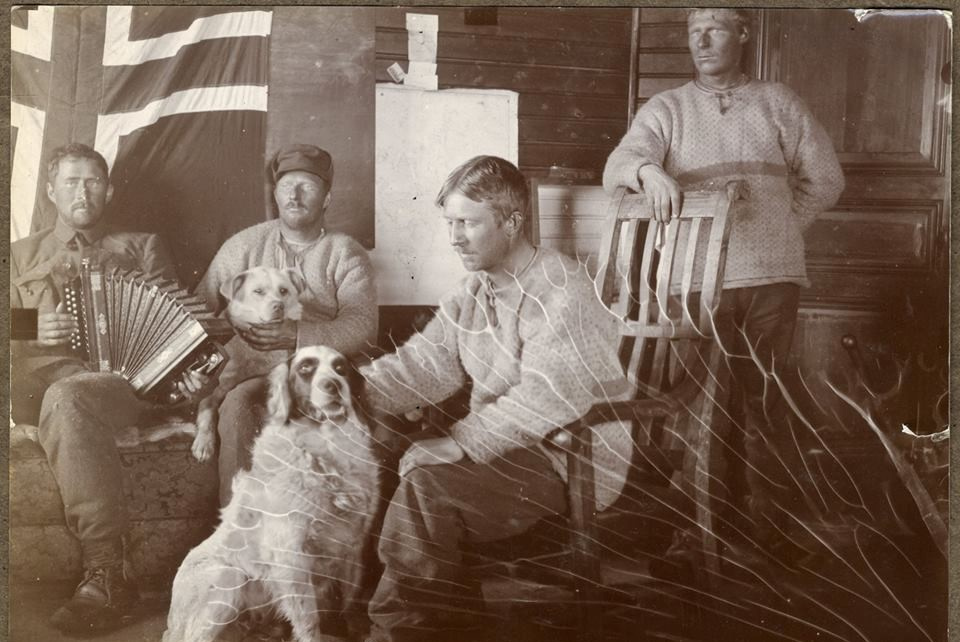
Fångstmannafamiljen Nøis

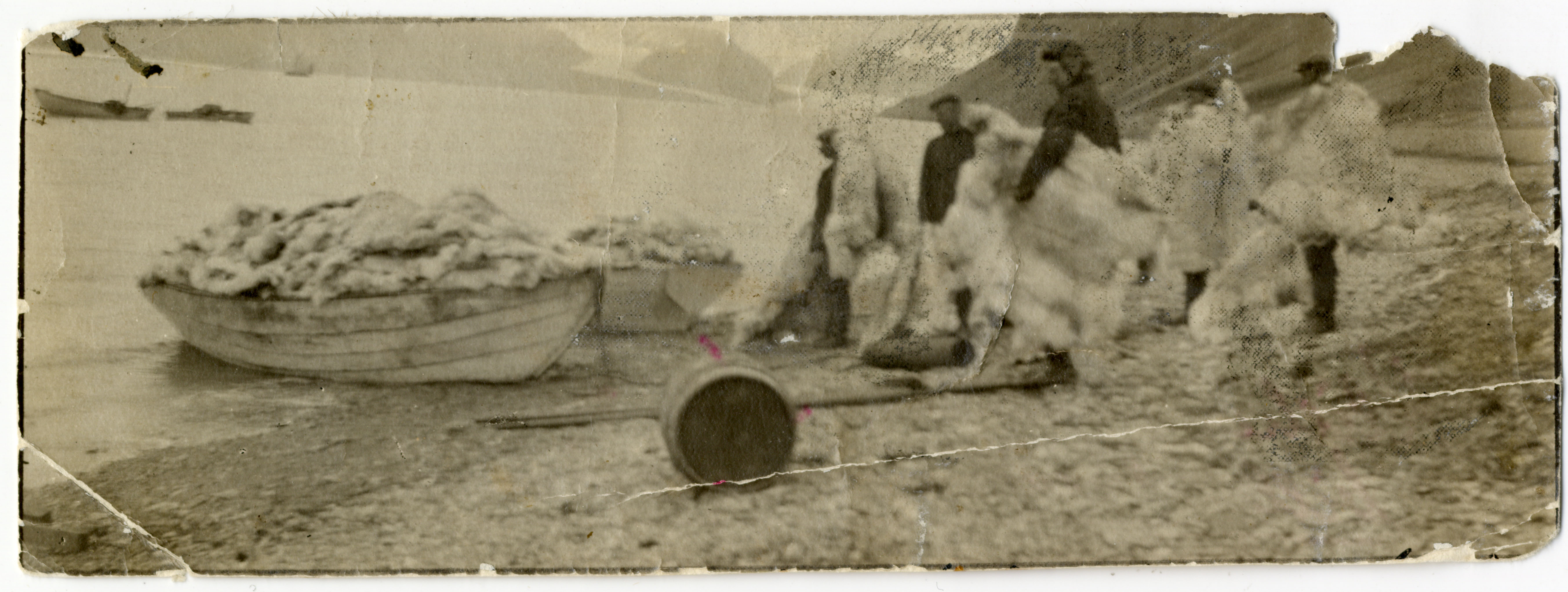

Hilmar Nøis, född 8 mars 1891 på Andøya, död 16 december 1975 på Andøya, var en norsk fångstman och jägare. Mellan 1909 och 1963 hade han 35 fångstövervintringar på Svalbard, därtill en säsong som gruvarbetare och två säsonger som deltagare i räddningsexpeditioner (Schroder-Stranz 1913 och Nobile 1928). 
Första övervintringen ägde rum 1909 och sista 1963, totalt 38 säsonger. År 1924 började han bygga sitt hem i Sassen som kallades "Slottet". Detta bygge avslutades 1927 och togs i bruk av hans bröder Nils och Johan den 17 september 1927. Nils hustru Dagny var den första kvinna som övervintrade där, senare satte Hilmars andra fru Helfrid sin prägel på jaktstationen. Hilmar vintrade på "slottet" första gången 1930. År 1935 döptes stationen om till "Villa Fredheim" detta efter ett besök av Oslobiskopen Berggrav. Hilmar övervintrade här 19 gånger. Tidigare hade han sex övervintringar  i "Danielbua". Villa Fredheim är en av de mest kända norska fångststationerna.  Nois byggde också flera andra mindre fångststationer. 
Han jagade på hela norra Svalbard och hade huvudstationer på Roosneset, Gråhuken, Krosspynten på Svalbard. Dessutom använde han sin sekundärstation i Bjonahamn som kompletterande centralstationen under svåra väderförhållanden. I Storfjorden utnyttjade han Dunerbukta som huvudstation. Han byggde och reparerade ca 40 stugor och använde själv  ungefär ytterligare 20 Det stora nätverket av hytter var att nå största möjliga terräng. Under vintersäsongen, han hade upp till 400 rävfällor utsatta. Nois säger sig ha byggt runt 2700 rävfällor under sina vintrar, och sköt minst 300 björnar och sannolikt flera tusen ripor. När Hilmar avslutat sitt fångstliv sålde han "Fredheim" och 25 andra hytter till norska staten för kr. 5000.-
År 1941 blev han och många andra familjemedlemmar evakuerade till Skottland (Operation Gauntlet) där han fick anställning som  kvartermästare i flottan med ansvar för en depå där till 1946. Omedelbart efter återkomsten tog han sig igen till Svalbard, återupptog reparationsarbetet av fångststationerna  och vinterjakten.
Hilmar Nois fick Norges kungaförtjänstmedalj 1957, en ära han delar med tre andra familjemedlemmar.
Flera platser på Svalbard är uppkallad efter Nois: Nøisbåen, Hilmarfjellet, Nøisbreen, Nøisdalen och Hilmarbekken, Medaljebukta, Danielodden.